# Уэст, Дотти
Дотти Уэст (англ. Dottie West, 1932—1991) — американская кантри-певица и автор-исполнитель, настоящее имя которой при рождении Dorothy Marie Marsh (по первому мужу Уэст). Лауреат более десятка музыкальных премий и наград, включая «Грэмми» за лучшее женское вокальное кантри-исполнение (1965 год; и ещё 6 номинаций на Грэмми), CMT's 40 Greatest Women of Country Music (2002) и Billboard Magazine's 200 Most Played Artists (2000).

## Биография
Родилась 11 октября 1932 года в Смитвилле (США, штат Теннесси), выросла в Макминнвилле. Настоящее полное имя при рождении Dorothy Marie "Dottie" Marsh. Родители Pelina Artha (née Jones; 1915—1970) и William 'Hollis' Marsh (1908—1967). Она была самой старшей из 10 детей. 
Семья была бедной и с трудом могла свести концы с концами. Её мать Пелина открыла маленькое кафе, и Дотти часто помогала её матери управлять учреждением.
Отец Дотти, Холлис Марш, был алкоголиком, который избивал и сексуально издевался над ней. Оскорбления продолжалось до возраста 17 лет, когда она, наконец, доложила об этом местному шерифу. В итоге она дала показания против своего отца в суде, и он был приговорен к 40 годам лишения свободы и в конце концов умер в тюрьме в 1967 году.
Пожив с шерифом на короткое время, она переехала в Макминнвилл со своей матерью и братьями и сестрами. Она также вступила в школьную группу «The Cookskins», где она пела и играла на гитаре. В 1951 году она получила музыкальное образвоание в Технологический университет Теннесси в Куквилле (Теннесси). Там она в 1958 году встретила своего первого мужа, гитариста по имени Билл Уэст (Bill West), с которым у нёе было четверо детей. Она продолжала использовать его фамилию профессионально и позднее, когда в 1972 году стала женой барабанщика Byron Metcalf, который был младше её на 12 лет. 
В 1983 году она в третий раз вышла замуж за звукорежиссера Эла Уинтерса (Al Winters), который был на 23 года моложе её. Несмотря на то, что она оставалась популярным гастрольным артистом, финансовые проблемы Уэст нарастали, а в 1990 году, после развода с Уинтерсом, она объявила о банкротстве, кульминацией которой стала потеря права на её особняк в Нэшвилле. После автомобильной аварии и публичного аукциона ее владения, она начала готовиться к возвращению в музыку, включая альбом дуэтов и автобиографию. Но в 1991 году автомобиль, в котором она ехала, перевернулся, а через несколько дней (4 сентября) Дотти умерла от травм селезёнки и печени на операционном столе в возрасте 58 лет.
Она была пожизненной активной сторонницей Демократической партии США.
Дотти автор нескольких десятков кантри-хитов.
В 1994 году о ней был снят кинофильм Большие мечты и разбитые сердца: История Дотти Уэст.

## Дискография
Дискография альбомов и синглов включает более сотни релизов.
5 синглов Дотти Уэст были № 1 в кантри-чартах США в 1978 («Every Time Two Fools Collide», «All I Ever Need Is You», оба совместно с Кенни Роджерсом), 1980 («A Lesson in Leavin'» и "Are You Happy Baby?") и 1981 годах («What Are We Doin' in Love», вместе с Кенни Роджерсом).

## Награды и номинации
| Год  | Награда                                      | Категория                                                                     |
| ---- | -------------------------------------------- | ----------------------------------------------------------------------------- |
| 1963 | BMI Awards                                   | Songwriters Award — «Is This Me» (w/ Bill West)                               |
| 1964 | BMI Awards                                   | Songwriter’s Award — «Here Comes My Baby» (w/ Bill West)                      |
| 1965 | Grammy Awards                                | «Грэмми» за лучшее женское вокальное кантри-исполнение — «Here Comes My Baby» |
| 1966 | BMI Awards Awards                            | Songwriter’s Award — «What’s Come Over My Baby» (w/ Bill West)                |
| 1973 | BMI Awards                                   | Songwriter’s Award — «Country Sunshine»                                       |
| 1974 | Billboard Magazine                           | No. 1 Female Songwriter in the USA                                            |
| 1974 | British Country Music Awards                 | No. 1 Female Performer                                                        |
| 1974 | CLIO Awards                                  | Excellence In Advertising — Country Sunshine Coca-Cola Commercial             |
| 1978 | Country Music Association Awards             | Vocal Duo of the Year — (w/ Kenny Rogers)                                     |
| 1979 | Country Music Association Awards             | Vocal Duo of the Year — (w/ Kenny Rogers)                                     |
| 1979 | Music City News Country Awards               | Duet of the Year — (w/ Kenny Rogers)                                          |
| 2000 | BMI Golden Voice Awards                      | Golden Legacy Award                                                           |
| 2000 | Billboard Magazine’s 200 Most Played Artists | Ranking — No. 44                                                              |
| 2002 | CMT’s 40 Greatest Women of Country Music     | Ranking- No. 23                                                               |